# St Peter's College
El St Peter’s College (Colegio San Pedro) de Auckland es un colegio secundario católico para chicos. Se encuentra en el centro de Auckland, Nueva Zelanda. Es el colegio secundario católico más grande de Nueva Zelanda. Fue establecido en el año 1939 por los Hermanos Cristianos. Sin embargo, a partir del año 2008, el cuerpo docente es totalmente laico. El colegio tiene inscritos un máximo de 1200 alumnos de distintas razas. Académicamente el colegio ofrece tanto el sistema de evaluación de NCEA – National Certificate of Educational Achievement (Certificado Nacional de Logros Académicos) como el sistema de CIE – Cambridge International Examinations (Evaluaciones Internacionales de Cambridge).:

## Datos
Lema: Amar y Servir (Amare et Servire)
Tipo: Colegio Secundario Integrado para Chicos (Cursos 7-13)
Año en el que fue establecido: 1939
Dirección: 23 Mountain Rd, Epsom, Auckland 3 
Correo electrónico: admin@st-peters.school.nz
Director: James Bentley
Alumnos inscritos: 1177 (2008)
Nivel socioeconómico: nivel 8 (10 es el más alto)

## Algunos de sus notables exalumnos[2]
- El obispo Dennis George Browne (nacido en 1937), décimo obispo católico de Auckland (1983–1994), segundo obispo católico de Hamilton (1994–presente).
- El Honorable Christopher Joseph Carter (nacido en 1952), Ministro del Gabinete (2002-2008).
- El Comandante General Martyn Dunne (nacido en 1950), Comandante de las Fuerzas Conjuntas de Nueva Zelanda en las Fuerzas de Defensa de Nueva Zelanda (2001–2004).
- Sir Michael Gerard Fay (nacido en 1949), banquero comerciante de Nueva Zelanda, presidente de tres campañas del equipo New Zealand Challenge para la Copa de América en 1987, 1988 y 1992.
- Sam Hunt (nacido en 1946), poeta.
- Bernie McCahill (nacido en 1962), miembro del equipo de rugby All Blacks, primero y segundo centro (1987–1991).
- Patrick Tuipulotu (nacido en1993), jugador neozelandés de rugby; internacional con los All Blacks desde 2014